# Pasajes cubiertos de París

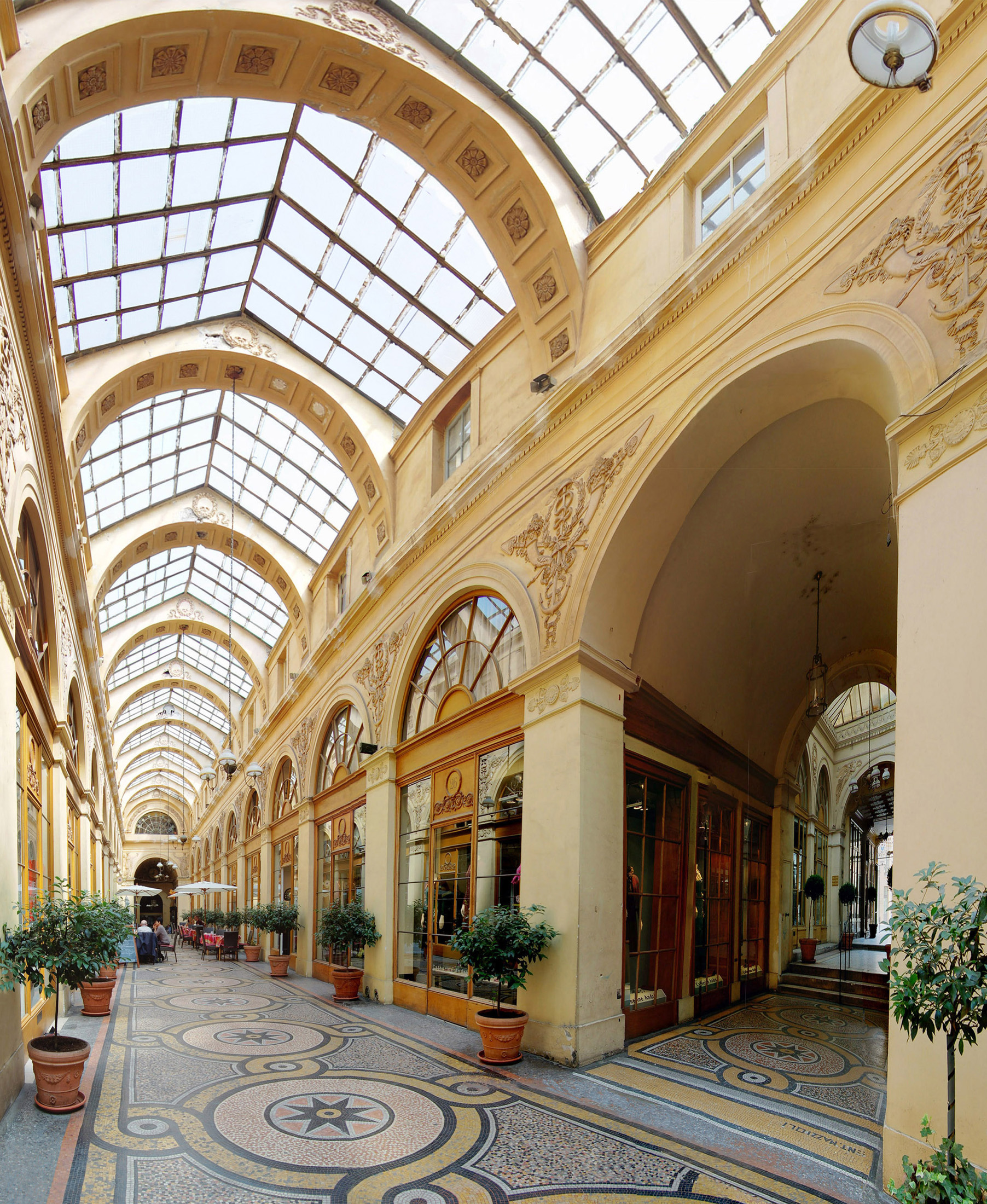
La Galerie Vivienne, en el II Distrito de París.

Los pasajes cubiertos de París (en francés: Passages couverts de Paris) son un conjunto de vías trazadas en medio de edificios de la capital francesa, la mayoría de los cuales suelen albergar locales, tiendas y establecimientos comerciales. Deben distinguirse de otras vías parisinas también llamadas "pasajes" pero que se encuentran al aire libre.
Por lo general, los pasajes cubiertos de París forman galerías que transcurren a través de edificios o construidas al mismo tiempo que ellos. Estas galerías se encuentran techadas por una cubierta acristalada que ofrece una iluminación cenital que les confiere una luz particular. La mayoría de los pasajes cubiertos se encuentran en la margen derecha del Sena, dentro de los límites de París antes de su ampliación en 1860 y generalmente cerca de los grandes bulevares, las áreas que atraían a la clientes en el momento de su construcción.

## Historia
La mayoría de los pasajes cubiertos se construyeron en la primera mitad del siglo XIX, para proteger del mal tiempo a la clientela adinerada y, en la mayoría de los casos, para ofrecer una amplia variedad de comercios. París llegó a tener hasta treinta pasajes cubiertos en la década de 1850, exportando el modelo a otras ciudades de Francia y luego al extranjero. Los pasajes cubiertos fueron el tema de la magnum opus incompleta de Walter Benjamin Passagenwerk (el Libro de los pasajes), publicado póstumamente.
Las transformaciones de París durante el Segundo Imperio a manos de Haussmann permitió ensanchar los barrios y ampliar las grandes avenidas de la capital francesa, y la competencia de los grandes almacenes provocó la desaparición de la mayoría de los pasajes en los años posteriores.

## Lista de pasajes cubiertos
Los pasajes cubiertos aún existentes y que permanecen accesibles al público:
| Distrito      | Nombre                       | Fecha | Entradas | Horario                                           | Base Mérimée                                                        | Distancia | Imagen                                 |
| ------------- | ---------------------------- | ----- | --- | ------------------------------------------------- | ------------------------------------------------------------------- | --------- | -------------------------------------- |
| I Distrito    | Passage des Deux-Pavillons   | 1820  | - 6 rue de Beaujolais - 5 rue des Petits-Champs                                                                              |                                                   | Disponible en la base Mérimée del Ministerio de Cultura de Francia. | 33 m.     |                                        |
| I Distrito    | Galerie Véro-Dodat           | 1826  | - 19 rue Jean-Jacques-Rousseau - 2 rue du Bouloi                                                                             | De lunes a sábado: 7-22                           | Disponible en la base Mérimée del Ministerio de Cultura de Francia. | 80 m.     | Galerie Véro-Dodat                     |
| II Distrito   | Passage Ben-Aïad             | 1826  | - 9-11 rue Léopold-Bellan - 8 rue Bachaumont                                                                                 | Cerrado al público                                | Disponible en la base Mérimée del Ministerio de Cultura de Francia. | 90 m.     |                                        |
| II Distrito   | Passage du Bourg-l'Abbé      | 1828  | - 120 rue Saint-Denis - 3 rue de Palestro                                                                                    | De lunes a sábado: 7-19                           | Disponible en la base Mérimée del Ministerio de Cultura de Francia. | 47 m.     | Passage du Bourg-l'Abbé                |
| II Distrito   | Passage du Caire             | 1798  | - 33 rue d'Alexandrie - 2 place du Caire - 237-239 rue Saint-Denis - 14, 34 y 44 rue du Caire                                | De lunes a viernes: 7-18                          |                                                                     | 360 m.    | Passage du Caire                       |
| II Distrito   | Passage Choiseul             | 1829  | - 40 rue des Petits-Champs - 23 rue Saint-Augustin - 40 rue Dalayrac - Passage Sainte-Anne                                   |                                                   | Disponible en la base Mérimée del Ministerio de Cultura de Francia. | 190 m.    | Passage Choiseul                       |
| II Distrito   | Galerie Colbert              | 1826  | - 6 rue des Petits-Champs - 2 rue Vivienne                                                                                   |                                                   | Disponible en la base Mérimée del Ministerio de Cultura de Francia. | 83 m.     | Galerie Colbert                        |
| II Distrito   | Passage du Grand-Cerf        | 1825  | - 145 rue Saint-Denis - 10 rue Dussoubs                                                                                      | De lunes a sábado: 8-20                           | Disponible en la base Mérimée del Ministerio de Cultura de Francia. | 117 m.    | Passage du Grand-Cerf                  |
| II Distrito   | Passage des Panoramas        | 1800  | - 10 rue Saint-Marc - 11 boulevard Montmartre - 38 rue Vivienne - 151 rue Montmartre                                         | 6-24                                              | Disponible en la base Mérimée del Ministerio de Cultura de Francia. | 133 m.    | Passage des Panoramas                  |
| II Distrito   | Passage du Ponceau           | 1826  | - 119 boulevard de Sébastopol - 212 rue Saint-Denis                                                                          | De lunes a viernes: 8-19                          |                                                                     | 92 m.     | Passage du Ponceau                     |
| II Distrito   | Passage des Princes          | 1860  | - 5 boulevard des Italiens - 97-99 rue de Richelieu                                                                          | De lunes a sábado: 8-20                           | Disponible en la base Mérimée del Ministerio de Cultura de Francia. | 80 m.     | Passage des Princes                    |
| II Distrito   | Passage Sainte-Anne          | 1829  | - 59-61 rue Sainte-Anne - Passage Choiseul                                                                                   |                                                   | Disponible en la base Mérimée del Ministerio de Cultura de Francia. | 47 m.     |                                        |
| II Distrito   | Galerie Vivienne             | 1823  | - 4 rue des Petits-Champs - 6 rue Vivienne - 5 rue de la Banque                                                              | 8-20                                              | Disponible en la base Mérimée del Ministerio de Cultura de Francia. | 176 m.    | Galerie Vivienne                       |
| III Distrito  | Passage Molière              | 1791  | - 82 rue Quincampoix - 157, 159, 161 rue Saint-Martin                                                                        |                                                   | Disponible en la base Mérimée del Ministerio de Cultura de Francia. | 46 m.     | Passage Molière                        |
| III Distrito  | Passage Vendôme              | 1827  | - 16 rue Béranger - 3 place de la République                                                                                 | De lunes a viernes: 7-20 Sábados: 8-20            | Disponible en la base Mérimée del Ministerio de Cultura de Francia. | 57 m.     | Passage Vendôme                        |
| VI Distrito   | Cour du Commerce-Saint-André | 1776  | - 59 rue Saint-André-des-Arts - 21 rue de l'Ancienne-Comédie - 130 boulevard Saint-Germain                                   |                                                   | Disponible en la base Mérimée del Ministerio de Cultura de Francia. | 120 m.    | Cour du Commerce-Saint-André           |
| VIII Distrito | Cité Berryer                 | 1745  | - 24 rue Boissy-d'Anglas - 24 rue Royale                                                                                     |                                                   | Disponible en la base Mérimée del Ministerio de Cultura de Francia. | 95 m.     | Entrée cité Berryer (ou Village Royal) |
| VIII Distrito | Arcades du Lido              | 1926  | - 76-78 Avenida de los Campos Elíseos - 59 rue de Ponthieu                                                                   |                                                   |                                                                     | 120 m.    | Arcades du Lido                        |
| VIII Distrito | Galerie de la Madeleine      | 1845  | - 9 place de la Madeleine - 30 rue Boissy-d'Anglas                                                                           | De lunes a sábado: 8-19                           | Disponible en la base Mérimée del Ministerio de Cultura de Francia. | 53 m.     | Galerie de la Madeleine                |
| VIII Distrito | Passage Puteaux              | 1839  | - 33 rue de l'Arcade - 28 rue Pasquier                                                                                       | De lunes a viernes: 7-24                          |                                                                     | 29 m.     | Passage Puteaux                        |
| IX Distrito   | Passage du Havre             | 1845  | - 69 rue de Caumartin - 109 rue Saint-Lazare                                                                                 |                                                   |                                                                     | 115 m.    | Passage du Havre                       |
| IX Distrito   | Passage Jouffroy             | 1845  | - 10-12 boulevard Montmartre - 9 rue de la Grange-Batelière                                                                  | 7-21                                              | Disponible en la base Mérimée del Ministerio de Cultura de Francia. | 140 m.    | Passage Jouffroy                       |
| IX Distrito   | Passage Verdeau              | 1847  | - 6 rue de la Grange-Batelière - 31 bis rue du Faubourg-Montmartre                                                           | De lunes a viernes: 7-21 Sábados y domingos: 7-20 | Disponible en la base Mérimée del Ministerio de Cultura de Francia. | 75 m.     | Passage Verdeau                        |
| X Distrito    | Passage Brady                | 1828  | - 43 rue du Faubourg-Saint-Martin - 22 boulevard de Strasbourg - 33 boulevard de Strasbourg - 46 rue du Faubourg-Saint-Denis |                                                   | Disponible en la base Mérimée del Ministerio de Cultura de Francia. | 216 m.    | Passage Brady                          |
| X Distrito    | Passage du Prado             | 1830  | - 16 boulevard Saint-Denis - 16 rue du Faubourg-Saint-Denis                                                                  | 9-19                                              |                                                                     | 120 m.    | Passage du Prado                       |